# James McGarry
James Robert McGarry (ur. 9 kwietnia 1998 w Mosgiel) – nowozelandzki piłkarz występujący na pozycji lewego obrońcy w nowozelandzkim klubie Wellington Phoenix oraz w reprezentacji Nowej Zelandii.

## Kariera klubowa

### Wellington Phoenix
10 września 2015 podpisał kontrakt z klubem Wellington Phoenix. Zadebiutował w zespole rezerw 2 listopada 2014 w meczu New Zealand Premiership przeciwko Team Wellington (2:1). Pierwszą bramkę zdobył 22 listopada 2015 w meczu ligowym przeciwko Auckland City (1:3). W pierwszej drużynie zadebiutował 30 stycznia 2016 w meczu A-League przeciwko Central Coast Mariners (1:3).

### Willem II
9 lipca 2018 przeszedł do drużyny Willem II. Zadebiutował 11 sierpnia 2018 w meczu Eredivisie przeciwko VVV Venlo (0:1).

### Wellington Phoenix
23 października 2020 podpisał kontrakt z zespołem Wellington Phoenix. Zadebiutował 2 stycznia 2021 w meczu A-League przeciwko Sydney FC (1:2).

## Kariera reprezentacyjna

### Nowa Zelandia U-17
W styczniu 2015 roku otrzymał powołanie do reprezentacji Nowej Zelandii U-17. Zadebiutował 13 stycznia 2015 w meczu fazy grupowej Mistrzostw Oceanii U-17 2015 przeciwko reprezentacji Fidżi U-17 (0:6), w którym zdobył swoją pierwszą bramkę. W październiku 2015 otrzymał powołanie na Mistrzostwa Świata U-17 2015. Na Mundialu U-17 2015 zadebiutował 19 października 2015 w meczu fazy grupowej przeciwko reprezentacji Francji U-17 (1:6), w którym zdobył bramkę.

### Nowa Zelandia U-20
W 2017 roku otrzymał powołanie do reprezentacji Nowej Zelandii U-20. Zadebiutował 22 maja 2017 w meczu fazy grupowej Mistrzostw Świata U-20 2017 przeciwko reprezentacji Wietnamu U-20 (0:0).

### Nowa Zelandia
W 2019 roku otrzymał powołanie do reprezentacji Nowej Zelandii. Zadebiutował 17 listopada 2019 w mecz towarzyskim przeciwko reprezentacji Litwy (1:0).

## Statystyki

### Klubowe
(aktualne na dzień 8 marca 2021)
| Klub                        | Sezon              | Liga                    | Liga  | Liga   | Puchar kraju | Puchar kraju | Suma  | Suma   |
| Klub                        | Sezon              | Liga                    | Mecze | Bramki | Mecze        | Bramki       | Mecze | Bramki |
| --------------------------- | ------------------ | ----------------------- | ----- | ------ | ------------ | ------------ | ----- | ------ |
| Wellington Phoenix Reserves | 2014/15            | New Zealand Premiership | 13    | 0      | 0            | 0            | 13    | 0      |
| Wellington Phoenix Reserves | 2015/16            | New Zealand Premiership | 12    | 5      | 0            | 0            | 12    | 5      |
| Wellington Phoenix Reserves | 2016/17            | New Zealand Premiership | 14    | 2      | 0            | 0            | 14    | 2      |
| Wellington Phoenix Reserves | 2017/18            | New Zealand Premiership | 13    | 4      | 0            | 0            | 13    | 4      |
| Wellington Phoenix Reserves | Ogólnie            | Ogólnie                 | 52    | 11     | 0            | 0            | 52    | 11     |
| Wellington Phoenix          | 2015/16            | A-League                | 1     | 0      | 0            | 0            | 1     | 0      |
| Wellington Phoenix          | 2016/17            | A-League                | 1     | 0      | 0            | 0            | 1     | 0      |
| Wellington Phoenix          | Ogólnie            | Ogólnie                 | 2     | 0      | 0            | 0            | 2     | 0      |
| Willem II                   | 2018/19            | Eredivisie              | 5     | 0      | 0            | 0            | 5     | 0      |
| Willem II                   | 2019/20            | Eredivisie              | 1     | 0      | 0            | 0            | 1     | 0      |
| Willem II                   | Ogólnie            | Ogólnie                 | 6     | 0      | 0            | 0            | 6     | 0      |
| Wellington Phoenix          | 2020/21            | A-League                | 10    | 0      | 0            | 0            | 10    | 0      |
| Wellington Phoenix          | Ogólnie            | Ogólnie                 | 10    | 0      | 0            | 0            | 10    | 0      |
| Ogólnie w karierze          | Ogólnie w karierze | Ogólnie w karierze      | 70    | 11     | 0            | 0            | 70    | 11     |

### Reprezentacyjne
(aktualne na dzień 8 marca 2021)
| Reprezentacja      | Rok     | Mecze | Bramki |
| ------------------ | ------- | ----- | ------ |
| Nowa Zelandia U-17 |         |       |        |
| 2015               | 9       | 4     |        |
| Ogólnie            | Ogólnie | 9     | 4      |
| Nowa Zelandia U-20 |         |       |        |
| 2017               | 4       | 0     |        |
| Ogólnie            | Ogólnie | 4     | 0      |
| Nowa Zelandia      |         |       |        |
| 2019               | 1       | 0     |        |
| Ogólnie            | Ogólnie | 1     | 0      |

| Mecze i gole w reprezentacji | Mecze i gole w reprezentacji | Mecze i gole w reprezentacji | Mecze i gole w reprezentacji | Mecze i gole w reprezentacji | Mecze i gole w reprezentacji | Mecze i gole w reprezentacji | Mecze i gole w reprezentacji |
| Nowa Zelandia U-17           | Nowa Zelandia U-17           | Nowa Zelandia U-17           | Nowa Zelandia U-17           | Nowa Zelandia U-17           | Nowa Zelandia U-17           | Nowa Zelandia U-17           | Nowa Zelandia U-17           |
| Lp.                          | Data                         | Miejsce                      | Gospodarz                    | Gość                         | Wynik                        | Gol                          | Rozgrywki                    |
| ---------------------------- | ---------------------------- | ---------------------------- | ---------------------------- | ---------------------------- | ---------------------------- | ---------------------------- | ---------------------------- |
| 1.                           | 13.01.2015                   | Apia                         | Fidżi U-17                   | Nowa Zelandia U-17           | 0:6                          | Gol · Gol                    | Mistrzostwa OFC U-17 2015    |
| 2.                           | 15.01.2015                   | Apia                         | Nowa Zelandia U-17           | Samoa U-17                   | 9:1                          |                              | Mistrzostwa OFC U-17 2015    |
| 3.                           | 19.01.2015                   | Apia                         | Nowa Zelandia U-17           | Nowa Kaledonia U-17          | 5:4                          |                              | Mistrzostwa OFC U-17 2015    |
| 4.                           | 24.01.2015                   | Pago Pago                    | Nowa Zelandia U-17           | Vanuatu U-17                 | 5:1                          | Gol                          | Mistrzostwa OFC U-17 2015    |
| 5.                           | 26.01.2015                   | Pago Pago                    | Nowa Zelandia U-17           | Tahiti U-17                  | 1:1 k. 5:4                   |                              | Mistrzostwa OFC U-17 2015    |
| 6.                           | 19.10.2015                   | Puerto Montt                 | Nowa Zelandia U-17           | Francja U-17                 | 1:6                          | Gol                          | MŚ U-17 2015                 |
| 7.                           | 22.10.2015                   | Puerto Montt                 | Nowa Zelandia U-17           | Syria U-17                   | 0:0                          |                              | MŚ U-17 2015                 |
| 8.                           | 25.10.2015                   | Puerto Montt                 | Paragwaj U-17                | Nowa Zelandia U-17           | 1:2                          |                              | MŚ U-17 2015                 |
| 9.                           | 28.10.2015                   | Viña del Mar                 | Brazylia U-17                | Nowa Zelandia U-17           | 1:0                          |                              | MŚ U-17 2015                 |
| Nowa Zelandia U-20           |                              |                              |                              |                              |                              |                              |                              |
| Lp.                          | Data                         | Miejsce                      | Gospodarz                    | Gość                         | Wynik                        | Gol                          | Rozgrywki                    |
| 1.                           | 22.05.2017                   | Cheonan                      | Wietnam U-20                 | Nowa Zelandia U-20           | 0:0                          |                              | MŚ U-20 2017                 |
| 2.                           | 25.05.2017                   | Cheonan                      | Nowa Zelandia U-20           | Honduras U-20                | 3:1                          |                              | MŚ U-20 2017                 |
| 3.                           | 28.05.2017                   | Daejeon                      | Nowa Zelandia U-20           | Francja U-20                 | 0:2                          |                              | MŚ U-20 2017                 |
| 4.                           | 01.06.2017                   | Inczon                       | Stany Zjednoczone U-20       | Nowa Zelandia U-20           | 6:0                          |                              | MŚ U-20 2017                 |
| Nowa Zelandia                |                              |                              |                              |                              |                              |                              |                              |
| Lp.                          | Data                         | Miejsce                      | Gospodarz                    | Gość                         | Wynik                        | Gol                          | Rozgrywki                    |
| 1.                           | 17.11.2019                   | Wilno                        | Litwa                        | Nowa Zelandia                | 1:0                          |                              | Mecz towarzyski              |

## Sukcesy

### Reprezentacyjne

#### Nowa Zelandia U-17
- Mistrzostwa Oceanii U-17 (1×): 2015